# Bisrama
Bisrama (tiếng Ả Rập: بصراما) là một ngôi làng Syria ở huyện Qardaha thuộc tỉnh Latakia. Theo Cục Thống kê Trung ương Syria (CBS), Bisrama có dân số 522 trong cuộc điều tra dân số năm 2004.